# Béla Las-Torres
Béla Las-Torres (în germană Bela von Las-Torres; n. 20 aprilie 1890, Budapesta, Austro-Ungaria – d. 13 octombrie 1915, Herceg Novi, Comuna Herceg Novi, Muntenegru) a fost un înotător maghiar, medaliat cu argint la Jocurile Olimpice de vară din 1908.
La Jocurile Olimpice din anul 1908, desfășurate la Londra, Las-Torres a participat la două discipline. A devenit medaliat cu argint împreună cu echipa sa la ștafeta 4x200 metri stil liber și s-a oprit în semifinală la proba de 400 metri stil liber.
La următoarele Jocuri Olimpice din anul 1912, de la Stockholm, Las-Torres a concurat la trei probe. La ștafeta 4x200 metri stil liber echipa sa a ajuns în finală, dar nu a luat startul, iar la proba de 400 metri stil liber individual, a ocupat locul al cincilea. În proba de 1500 metri nu s-a calificat în finală.
Cu câteva săptămâni înainte, Béla Las-Torres stabilise un nou record mondial la proba 400 metri stil liber.
Las-Torres a luptat în Primul Război Mondial, murind în timpul luptelor din 1915.